# Aiptasiogeton pellucidus
Aiptasiogeton pellucidus is een zeeanemonensoort uit de familie Aiptasiidae. Aiptasiogeton pellucidus werd voor het eerst wetenschappelijk beschreven door Hollard in 1848.

## Beschrijving
De zuil van deze zeeanemoon is glad en onverdeeld. De acontia zijn aanwezig maar worden niet gemakkelijk uitgestoten. Tentakels slank, matig van lengte en niet gemakkelijk ingetrokken. Dit is een kleine anemoon die zelden groter wordt dan 10 mm over de basis. Er zijn twee kleurvarianten bekend. Reproduceert door basale snijwonden - het afscheuren van weefselfragmenten van de basis die zich vervolgens ontwikkelen tot kleine anemonen.

## Verspreiding
Deze soort is geregistreerd van de Golf van Biskaje tot de Middellandse Zee. Onlangs herontdekt op drie plaatsen aan de zuidkust van Engeland. Gehecht aan rotsen in gaten en spleten, tussen sponzen, enz. Gevonden op de lagere kust en in het ondiepe sublitoraal tot op 10 meter diepte.